# East Staffordshire
East Staffordshire es un distrito no metropolitano con el estatus de municipio, ubicado en el condado de Staffordshire (Inglaterra). Tiene una superficie de 386,96 km². Según el censo de 2001, East Staffordshire estaba habitado por 103 770 personas y su densidad de población era de 268,17 hab/km². Fue constituido el 1 de abril de 1974 bajo la Ley de Gobierno Local de 1972 como una fusión del antiguo municipio condal de Burton upon Trent, el distrito urbano de Uttoxeter, y los distritos rurales de Tutbury y Uttoxeter.